# چاودار، داش‌کسن
چاودار (به لاتین: Çovdar) منطقه‌ای مسکونی در جمهوری آذربایجان است که در شهرستان داش‌کسن واقع شده‌است. چاودار ۶۵ نفر جمعیت دارد.